# Tomoya Kanamori
Tomoya Kanamori (金守 智哉 Kanamori Tomoya?), född 2 april 1982 i Mie prefektur, är en japansk före detta fotbollsspelare.
Kanamori började sin karriär 2001 i Oita Trinita. 2003 blev han utlånad till Okinawa Kariyushi FC. Han gick tillbaka till Oita Trinita 2004. 2004 flyttade han till Ehime FC. Han spelade 196 ligamatcher för klubben. Han avslutade karriären 2011.